# Кёльтерский хребет
Кёльтерский хребет — один из малых хребтов в Якутии, на юго-западе в системе Верхоянского хребта.
Протяжённость хребта составляет около 170 км, ширина — 40 км. Высота — до 1888 м (безымянная вершина в центральной части). Хребет протянулся с северо-запада на юго-восток к северу от Муннийского хребта, образуя параллельную ему дугу. С юго-запада ограничен долиной реки Тагиндя, притока Белянки; с северо-запада условную границу образует река Лямпушка в верхнем течении; на юго-востоке хребет ограничивает долина реки Эегес, притока Келе; северная граница проходит по долине реки Сагандя, а восточная — по реке Нуоре, притоку Тумары. Тумара, в свою очередь, прорезает хребет в юго-восточной части.
Для хребта характерны высоты горных вершин от 1200 м и выше, отдельные пики превышают 1800 м над уровнем моря: Усун (1834 м), Елчен (1836 м) и другие, большинство из которых не имеют собственного названия.
Хребет сильно расчленён долинами рек, которые образуют густую сеть. Долины рек покрыты редкостойными лиственничными лесами, на высокогорье преобладает каменистая горная тундра.